# Peromyia abdita
Peromyia abdita är en tvåvingeart som beskrevs av Jaschhof 2009. Peromyia abdita ingår i släktet Peromyia, och familjen gallmyggor. Arten har ej påträffats i Sverige.